# Magdalena Heilmann

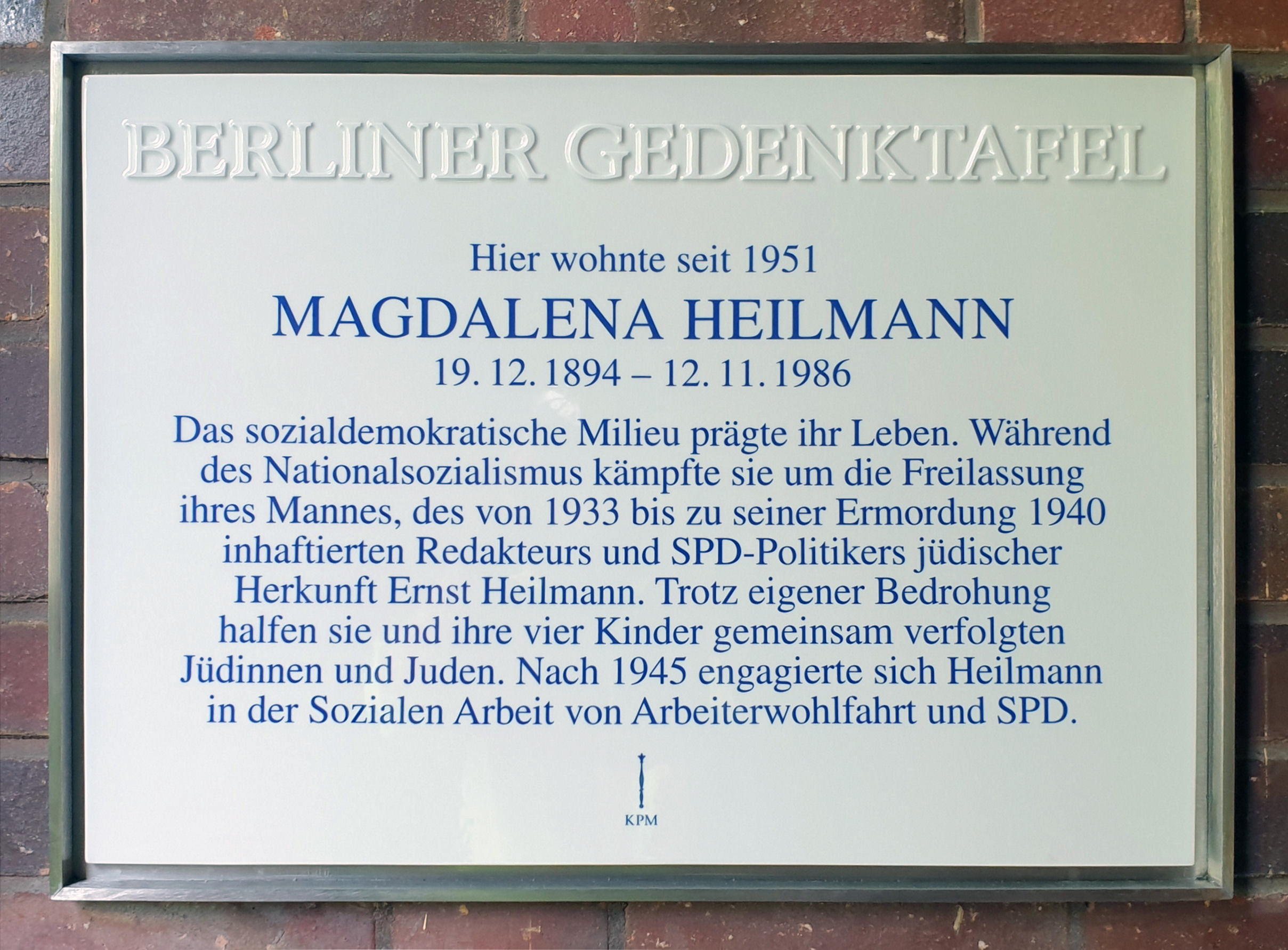
Berliner Gedenktafel am Haus, Geisenheimer Straße 43, in Berlin-Wilmersdorf

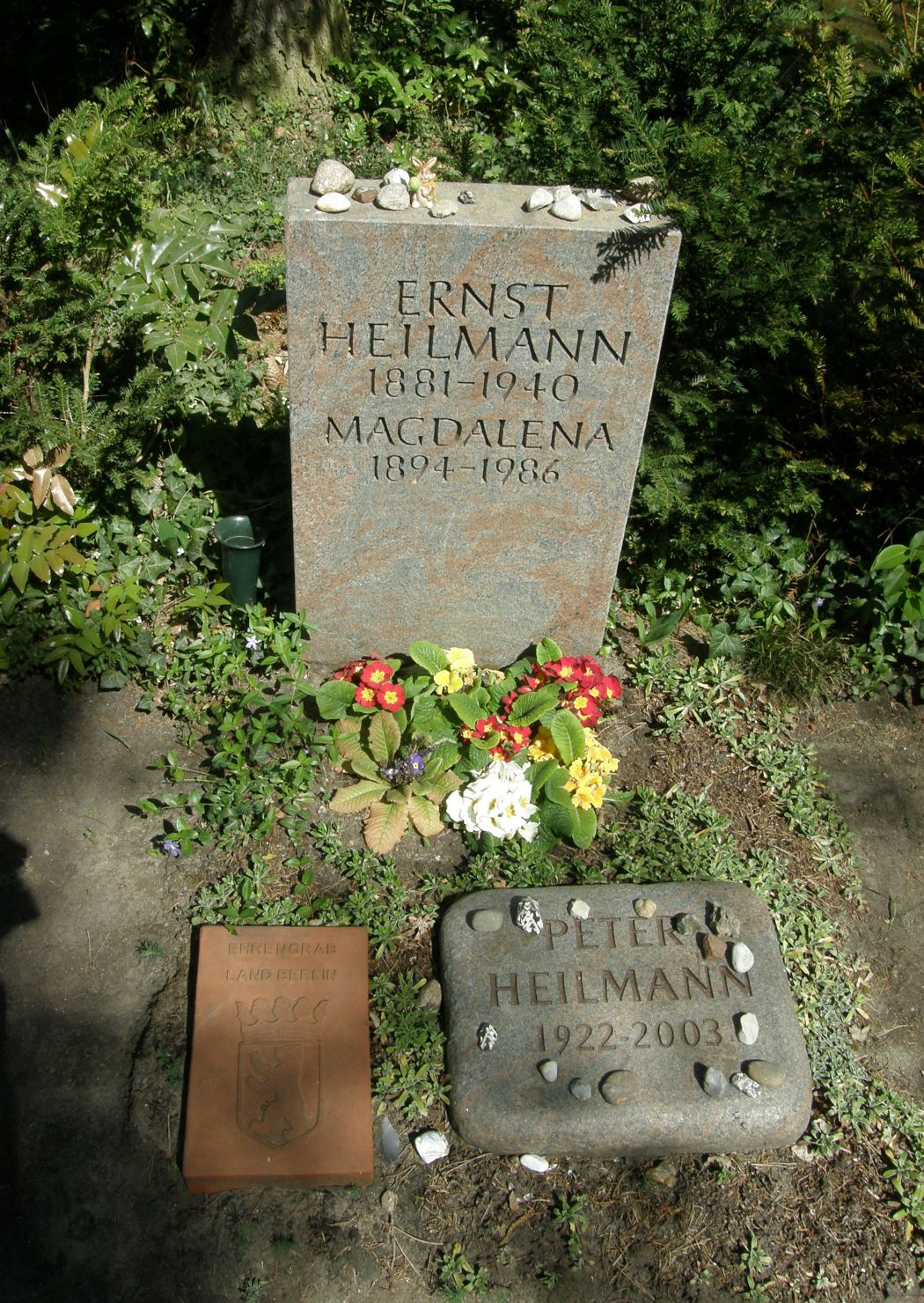
Grab auf dem Wilmersdorfer Waldfriedhof Stahnsdorf

Magdalena Heilmann (* 19. Dezember 1894 in Mannheim; † 12. November 1986 in Berlin) war eine Sozialarbeiterin, Mitbegründerin der AWO und Widerstandskämpferin gegen das NS-Regime. Die Stadt Berlin widmete ihr zusammen mit ihrem Mann, Ernst Heilmann, ein Ehrengrab.

## Leben
Magdalena Heilmann, geborene Müller, heiratete im Jahr 1920 den SPD-Politiker, Journalisten und Juristen Ernst Heilmann, mit dem sie vier Kinder hatte, u. a. Eva Furth, eine der Mitgründerinnen der Freien Universität Berlin.

## Mitgründung der AWO
Magdalena Heilmann war wesentlich an der Gründung der AWO, der Arbeiterwohlfahrt Deutschland, mitbeteiligt. Magdalena Heilmann bemerkte zur Gründung: "Vorher machten Frau Pfarrer und Frau Direktor in Wohlfahrt und prüften dabei nach moralischen Kriterien. Das hing uns buchstäblich zum Halse raus, schließlich braucht ein jeder hungernder Mensch in dieser Zeit Hilfe!” Magdalena Heilmann erhielt für den Wiederaufbau der AWO in der BRD das Bundesverdienstkreuz.

## Widerstand gegen das NS-Regime
Während der NS-Zeit versteckte Magdalena Heilmann, unterstützt u. a. von ihrer Tochter Eva Furth, geb. Heilmann, mehrere Menschen, die vom NS-Regime verfolgt wurden, u. a. Walter Joelsohn, der später in die Vereinigten Staaten fliehen konnte und Else Rosenfeld.

## Gedenken
Seit 2023 erinnert ein Wandgemälde in Berlin-Charlottenburg Nord an die Familie Heilmann und deren Widerstand.

Am 21. Mai 2025 wurde an ihrem ehemaligen Wohnort, Berlin-Wilmersdorf, Geisenheimer Straße 43, eine Berliner Gedenktafel enthüllt.